# ملعب لامبو فيلد
ملعب لامبو فيلد: ملعب يقع في مدينة غرين باي، ويسكونسن و هو لفريق غرين باي باكرز ممثل المدينة والفريق الوحيد في ولاية ويسكونسن برياضة كرة القدم الأمريكية في دوري كرة القدم الأمريكية. يتسع الملعب لعدد 72,740 مقعد ويذكر أن جماهير فريق غرين باي باكرس تحجز التذاكر مقدماً قبل المباريات بأشهر. و يذكر أن ملعب لامبو فيلد هو رقم 41 بترتيب أكبر ملاعب العالم وثاني أكبر ملعب في ولاية ويسكونسن.

## صور من الملعب

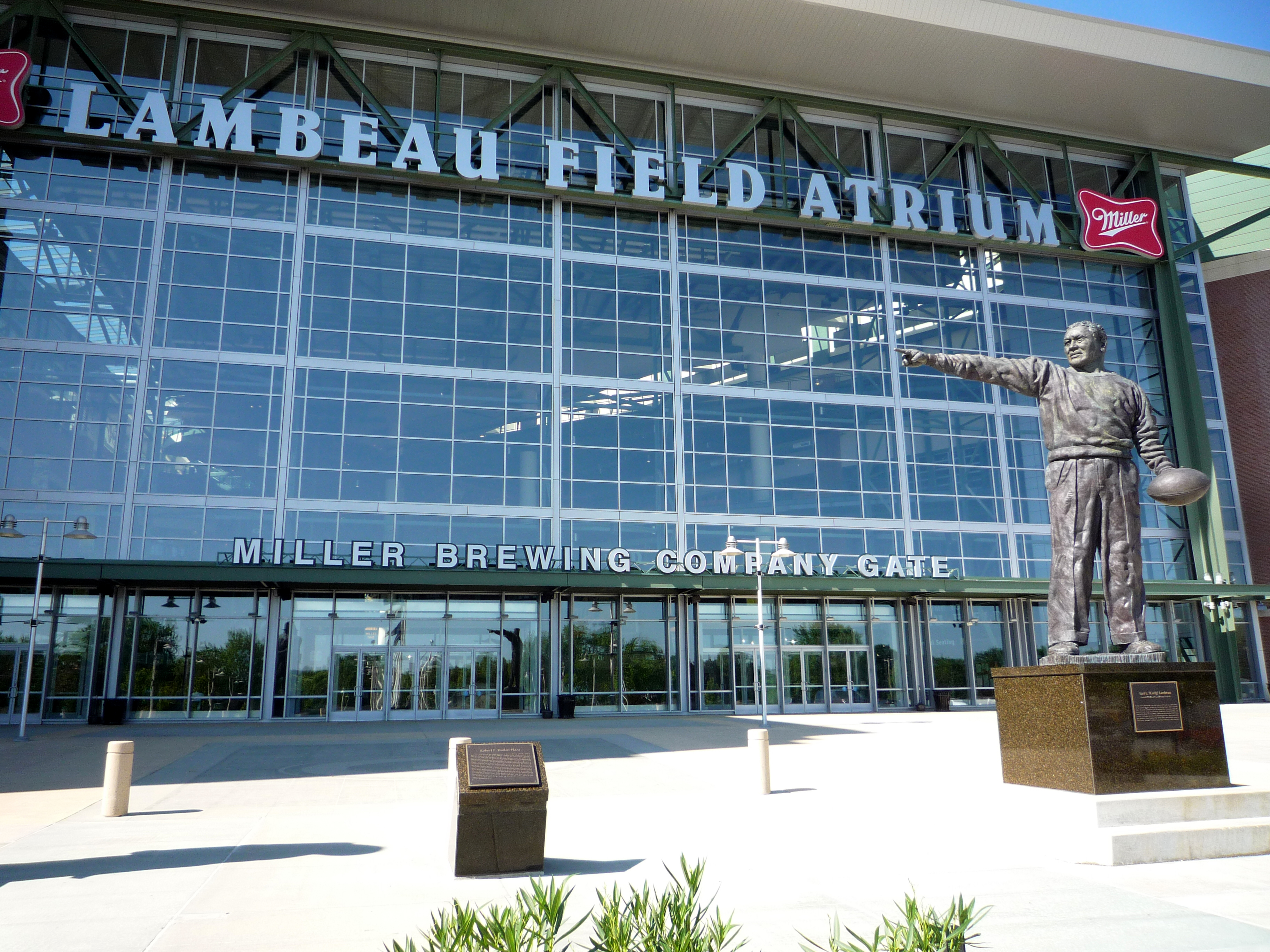
مدخل الملعب.
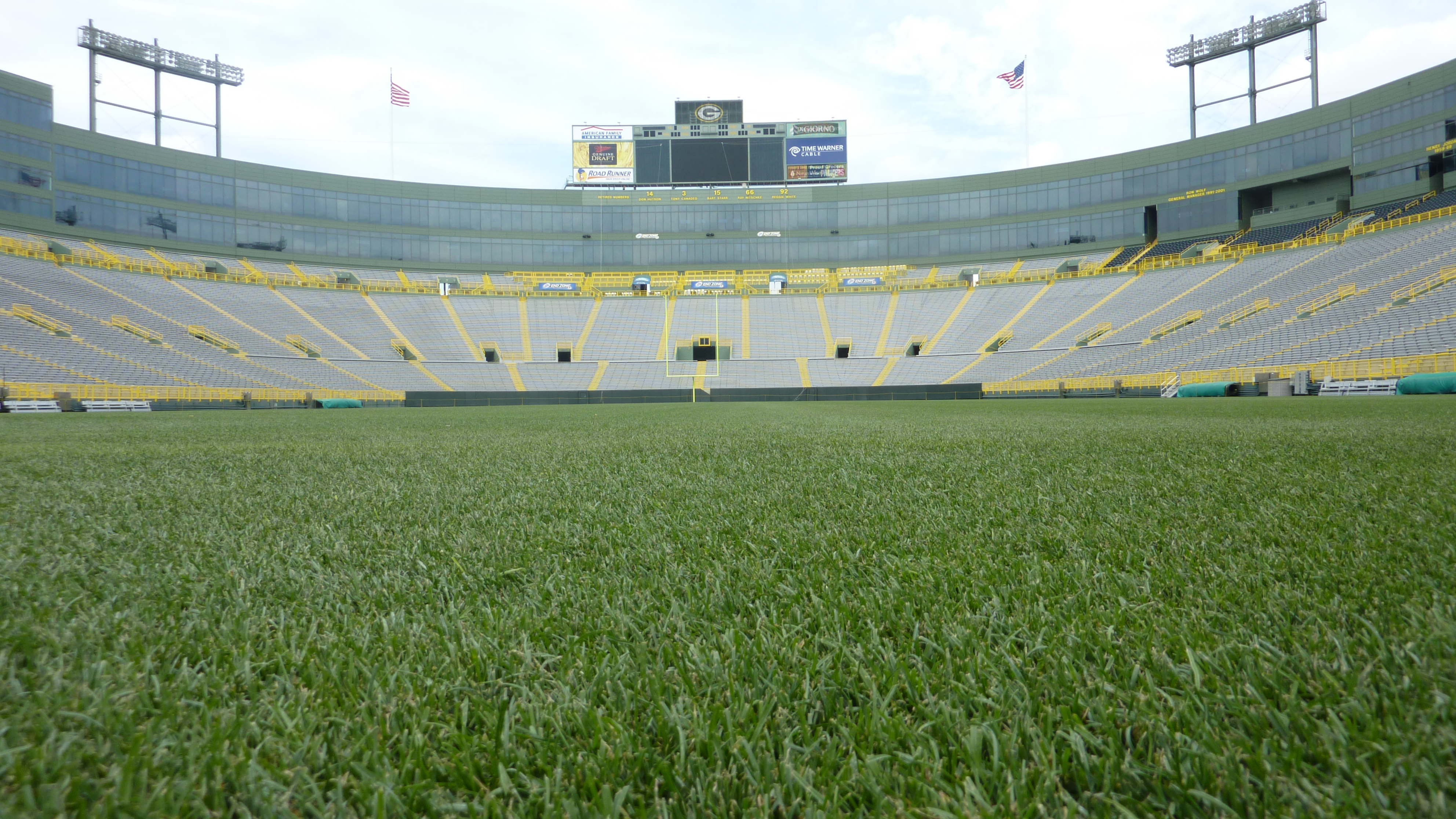
صورة للملعب مأخوذة من العشب.
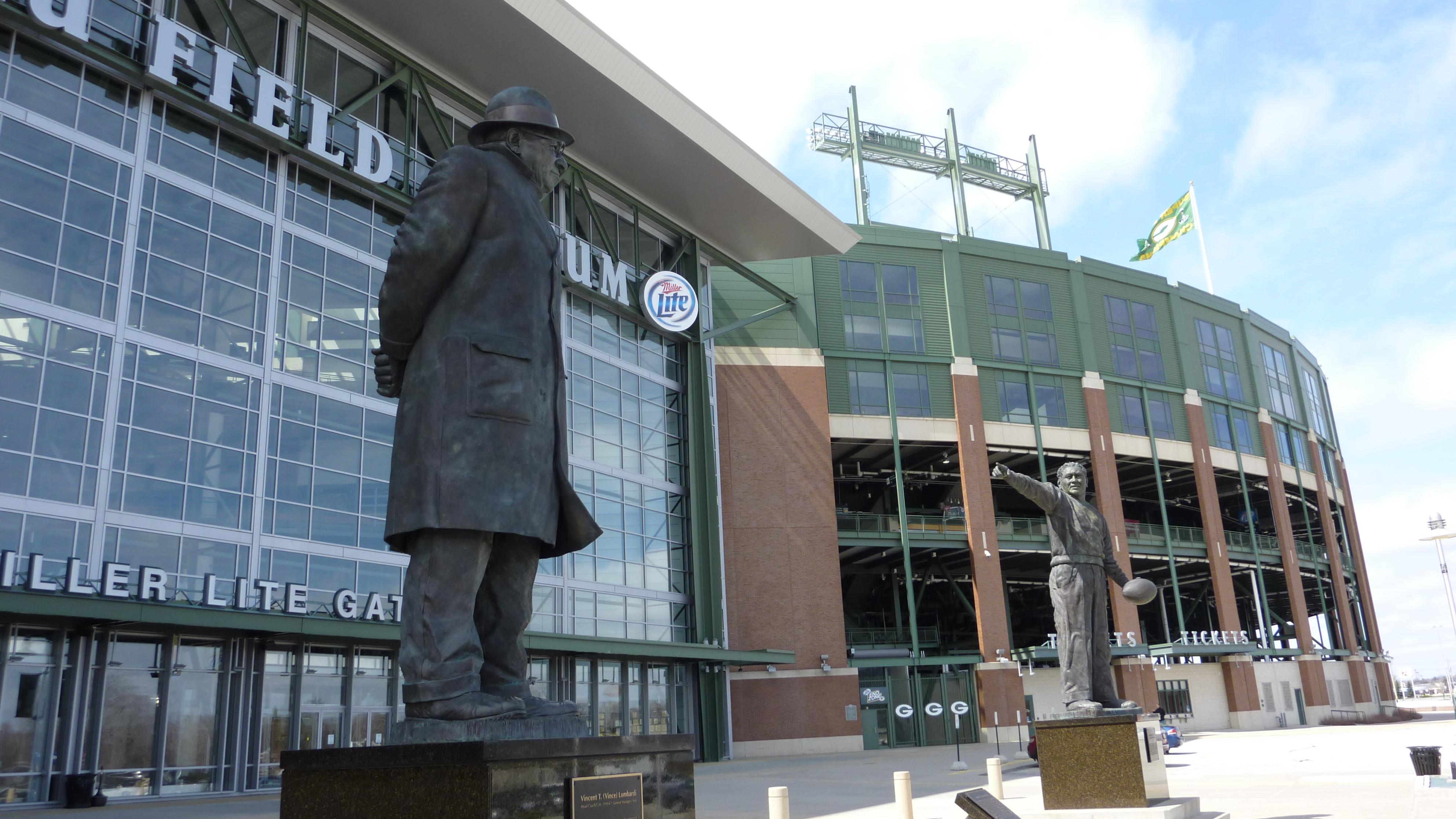
صورة لتمثالي أشهر مدربي الفريق و أشهر المدربين في رياضة كرة القدم الأمريكية و دوري كرة القدم الأمريكية.